# Rache per Computer
Rache per Computer (englischer Originaltitel: Intruder) ist ein Computer- und Hacker-Roman des US-amerikanischen Schriftstellers Louis Charbonneau (1924–2017) aus dem Jahre 1979, der in der amerikanischen Stadt Hollister spielt.

## Handlung
1970 sind Edward Lee Craddock und seine schwangere Frau Mary Jane auf dem Weg nach Hollister ins Krankenhaus, als ihnen vor der Stadt das Benzin ausgeht und sie an einer Tankstelle halten müssen. Da sie bis auf eine Kreditkarte kein Bargeld mehr besitzen, versucht Edward den Tankstellenbesitzer zu überreden, ihm einen Liter Benzin auf seine Kreditkarte zu verkaufen. Dieser lehnt es aber ab, an „Hippies“ zu verkaufen und fordert ihn deshalb mit einer Schrotflinte auf, seinen Laden zu verlassen. Edward und Mary versuchen nun vergebens, die Autos in Richtung Stadt anzuhalten und müssen die ganze Strecke zu Fuß bis zum Krankenhaus zurücklegen. Als sie im Krankenhaus ankommen, ist es für Mary Jane zu spät.
Sieben Jahre später spielt der Zentralcomputer im Rechenzentrum Hollister verrückt. Merkwürdige Stromabschaltungen und Störungen in den Ampelsteuerungen der Stadt, Universitäten und Banken sorgen für zahlreiche Todesfälle. Hinter all diesen Erscheinungen steckt Edward Lee Craddock.

## Themen
- Datenfernübertragung
- Immatrikulationsbescheinigung
- automatischer Bankeinzug
- Online Banking
- Verkehrsleitsystem
- Grüne Welle
- Trojanisches Pferd

## Rezeption
“[I]t's impossible not to be reminded of the computer credo: GIGO (Garbage In, Garbage Out).”

„[E]s ist unmöglich, nicht an das Computer-Credo erinnert zu werden: GIGO (Garbage In, Garbage Out; Müll rein, Müll raus).“

## Sonstiges
Teile des Romans werden in dem 1986 veröffentlichten Buch „Datenfernübertragung per Computer“ von Thomas Winzer aus dem Franzis-Verlag verwendet.

## Zitate
„Das System ist mein.“